# Ho Jong-suk
Ho Jong-suk (허정숙?, Hŏ Chŏng-sukMR; 16 luglio 1908 – 5 giugno 1991) è stata una politica e attivista nordcoreana, figura femminile di spicco del Partito Comunista di Corea e della rivoluzione sessuale della Corea sotto il dominio giapponese. Dal 1948, ha ricoperto diversi incarichi in Corea del Nord, tra cui quello di Ministra della Sanità e Presidente della Corte Suprema.

## Biografia
Ho Jung-suk nacque come Ho Jongja (허정자?, 許貞子?) in quanto figlia di Ho Hon. Iniziò i suoi studi in Giappone alla scuola Kwansei di Tokyo, proseguendoli poi al liceo per stranieri della Concessione internazionale di Shanghai, all'epoca parte della Repubblica di Cina. Dopo essere tornata in Corea, nel 1921 partecipò prima al Movimento delle donne e poi si unì al Partito Comunista Coreano, a quel tempo illegale per decisione del governo generale giapponese della Corea. Nel 1927 fondò l'organizzazione femminile Geunuhoe (근우회?, 槿友會?), per promuovere la condizione femminile e la lotta per l'indipendenza nazionale in Corea. Nel 1936 si trasferì in Cina ed entrò nel Partito rivoluzionario nazionale coreano (조선민족혁명당?). Nel 1938 si spostò in una provincia cinese, Hebei, ed entrò nel Chosen Independence alliance, un gruppo di resistenza coreano anti-giapponese.
Il suo primo mandato nel governo nordcoreano inizia nel 1948, prima come Ministra della Cultura nel 1948-1957 e poi come Ministra della Giustizia nel 1957. Ho Jung-suk è stata anche Presidente della Corte Suprema della Corea del Nord tra il 1959 e il 1960.